# نايب لكويرح
نايب لكويرح (بالهولندية: Nayib Lagouireh)‏ (6 يونيو 1991 بهوسدن في هولندا - ) هو لاعب كرة قدم هولندي في مركز مهاجم ‏. شارك مع منتخب بلجيكا تحت 17 سنة لكرة القدم ومنتخب بلجيكا تحت 21 سنة لكرة القدم. أما مع النوادي، فقد لعب مع إف سي آيندهوفن ورودا ياي سي ونادي إكسلسيور وفورتونا سيتارد.

## وصلات خارجية
- نايب لكويرح على موقع الاتحاد البلجيكي (الإنجليزية)
- نايب لكويرح على موقع قاعدة بيانات كرة القدم.إي يو (الإنجليزية)
- نايب لكويرح على موقع Soccerway.com (الإنجليزية)